# Daria Marx
Pour les articles homonymes, voir Marx.
Daria Marx est une féministe, blogueuse et écrivaine française née en 1980. Cofondatrice du collectif « Gras Politique », elle milite contre la grossophobie. En 2018, elle publie l'ouvrage Gros n'est pas un gros mot : chroniques d'une discrimination ordinaire (Flammarion), puis sort le documentaire Daria Marx, ma vie en gros en 2020, diffusé sur France 2.

## Biographie
Née en 1980, elle vient d'une famille bourgeoise du 16e arrondissement de Paris. Son père est médecin et sa mère a fait des études à Sciences Po.
Dans son enfance, elle est victime d'inceste, subissant les agressions sexuelles de son grand-père. Les relations avec sa mère, qui souffre de troubles du comportement alimentaire, sont également compliquées. À l'âge de 13 ans, Daria Marx est envoyée en pension dans la forêt de Compiègne, chez les religieuses.
Après avoir obtenu son bac, elle étudie l'histoire et la philosophie, puis travaille pour des plateformes téléphoniques. Après quelques années, Daria Marx se retrouve à manager une soixantaine de personnes, à Roubaix et à Tarbes, chargées de vendre des contrats d'assurance. Sous la pression, elle fait un burn-out. Incapable de sortir de chez elle, elle ne peut plus travailler. Daria Marx est finalement licenciée, avant d'être diagnostiquée bipolaire.

## Militantisme
Daria Marx commence à se faire connaître dans les années 2010 grâce à son Tumblr, tout en étant aussi très active sur Twitter et Instagram. En 2016, elle cofonde un collectif de lutte contre la grossophobie, « Gras Politique ».
En 2017, elle interpelle Marlène Schiappa, la secrétaire d'État à l'égalité homme-femme, pour son livre Osez l'amour des rondes, que la militante juge grossophobe,.
Avec Eva Perez-Bello, elle co-écrit l'essai Gros n'est pas un gros mot : chroniques d'une discrimination ordinaire. Publié le 14 mai 2018 chez Flammarion, l'ouvrage revient sur la grossophobie ambiante dans la société.
En février 2019, elle révèle avoir été victime de cyberharcèlement de la part de membres de la Ligue du LOL, notamment à cause de son militantisme féministe et contre la grossophobie. Dans un billet qu'elle publie sur son blog, elle raconte ce qu'elle a vécu, et explique que c'est à cause de ce harcèlement qu'elle n'a jamais révélé son nom,,.
En février 2020, elle sort le documentaire Daria Marx, ma vie en gros, diffusé sur France 2 dans l'émission Infrarouge, et réalisé par Stéphanie Chevrier et Marie-Christine Gambart. Daria Marx et 5 de ses amis y racontent les discriminations qu'ils subissent au quotidien à cause de la grossophobie, ainsi que leur combat pour s'assumer. Ils reviennent également sur les raisons de leur surpoids, estimant qu'au delà de la précarité et des dérèglements hormonaux, l'histoire familiale (inceste, TCA d'un proche) peut aussi être un facteur aggravant,.
En avril 2024, elle écrit aux éditions Libertalia 10 questions sur la grossophobie  dans lequel elle prend le temps de revenir sur les origines du mouvement de lutte contre la grossophobie, mais aussi sur les nouveaux traitements dits de l'obésité comme les analogues du GLP-1 comme l'Ozempic ou le Wegovy.

## Publications
- Gros n'est pas un gros mot : chroniques d'une discrimination ordinaire, Paris, Flammarion, coll. « Librio », 2018, 120 p. (ISBN 978-2-290-10178-0)
- Feu, abécédaire des féminismes présents : Texte : Mon genre c'est Grosse, Paris, Libertalia, 2021, 600 p. (ISBN 9782377292233)
- Fruits de la colère : embras(s)er nos débordements, Paris, Les Insolentes, 2022, 192 p. (ISBN 9782019463106)
- Dix questions sur la grossophobie, Paris, Libertalia, 2024, 183 p. (ISBN 978-2-37729-329-2)